# Petr Elfimov
Petr Elfimov (bělorusky Пётр Ялфімаў, transkribováno Pjotr Jalfimau; * 15. února 1980) je běloruský zpěvák. V roce 2004 se stal vítězem prestižního festivalu Slovanský bazar ve Vitebsku a v roce 2009 s písní "Eyes That Never Lie" reprezentoval Bělorusko na Eurovision Song Contest 2009 v Moskvě, kde nepostoupil do finále.

## Život a kariéra
Petr Elfimov se narodil do mohylevské hudební rodiny. Ve věku šesti let začal navštěvovat hudební školu a ve čtrnácti nastoupil na mohylevské gymnázium s hudebním zaměřením. Po dosažení plnoletosti začal studovat zpěv na Běloruské státní akademii hudby.
Do povědomí se dostal jako vítěz běloruského národního kola do Eurovize 2009. 19. ledna 2009 získal 11 475 hlasů, zhruba o tři a půl tisíce víc než druhý finalista. Novou verzi písně, která byla produkována v Helsinkách jakožto běloruský reprezentant následně propagoval v televizních pořadech v Řecku a na Ukrajině.
12. května 2009 vystoupil Elfimov v prvním semifinálovém kole Eurovize v Moskvě, ovšem nedostal se mezi deset postupujících soutěžících - obdržel 13. místo se ziskem 25 bodů.
V reakci na neúspěch Elfimov kritizoval pořadatele, kvůli kterým nebyla grafická stránka vystoupení dostatečně dobrá, a rovněž požádal o vyšetření případu běloruského prezidenta Alexandra Lukašenka.

## Galerie

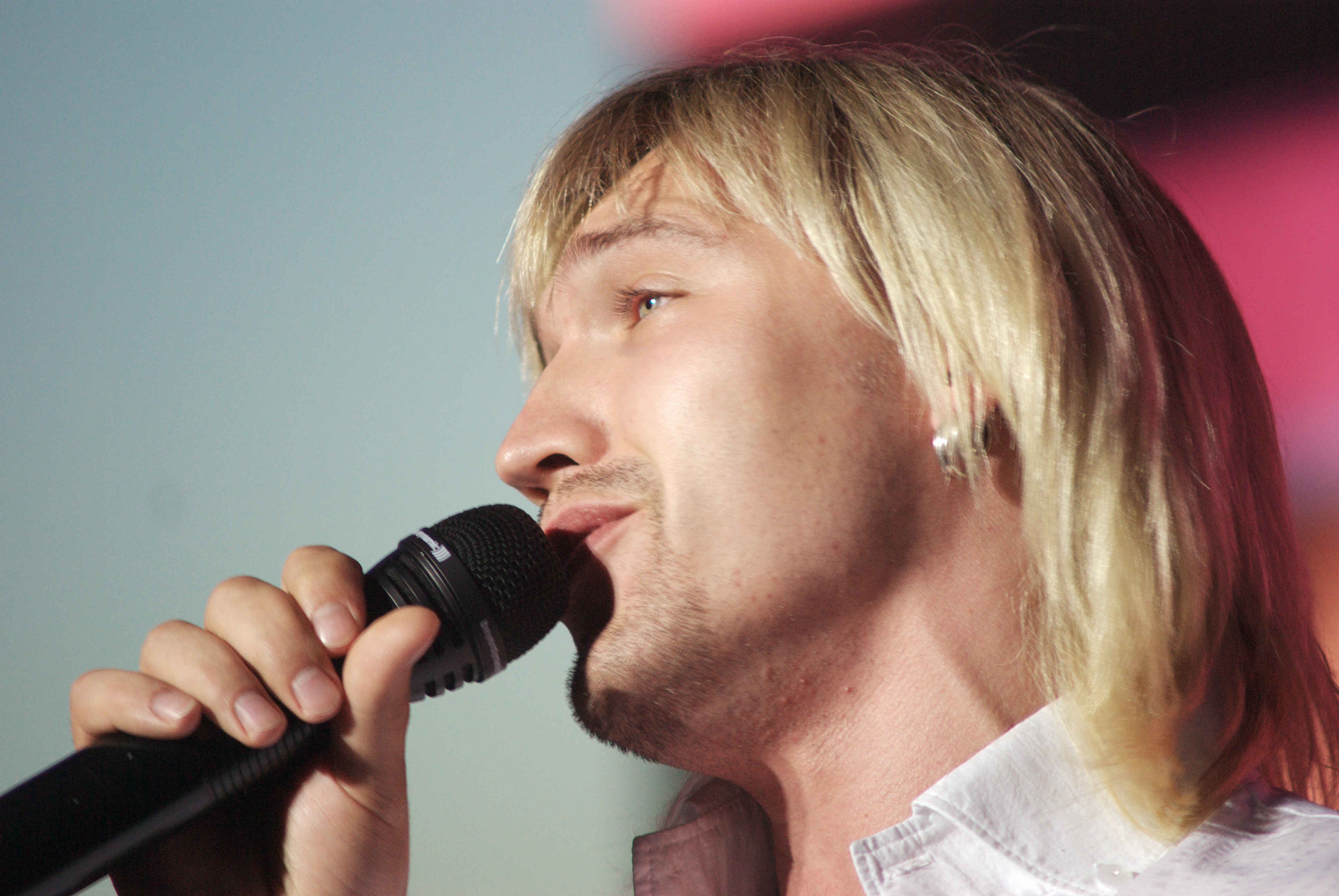
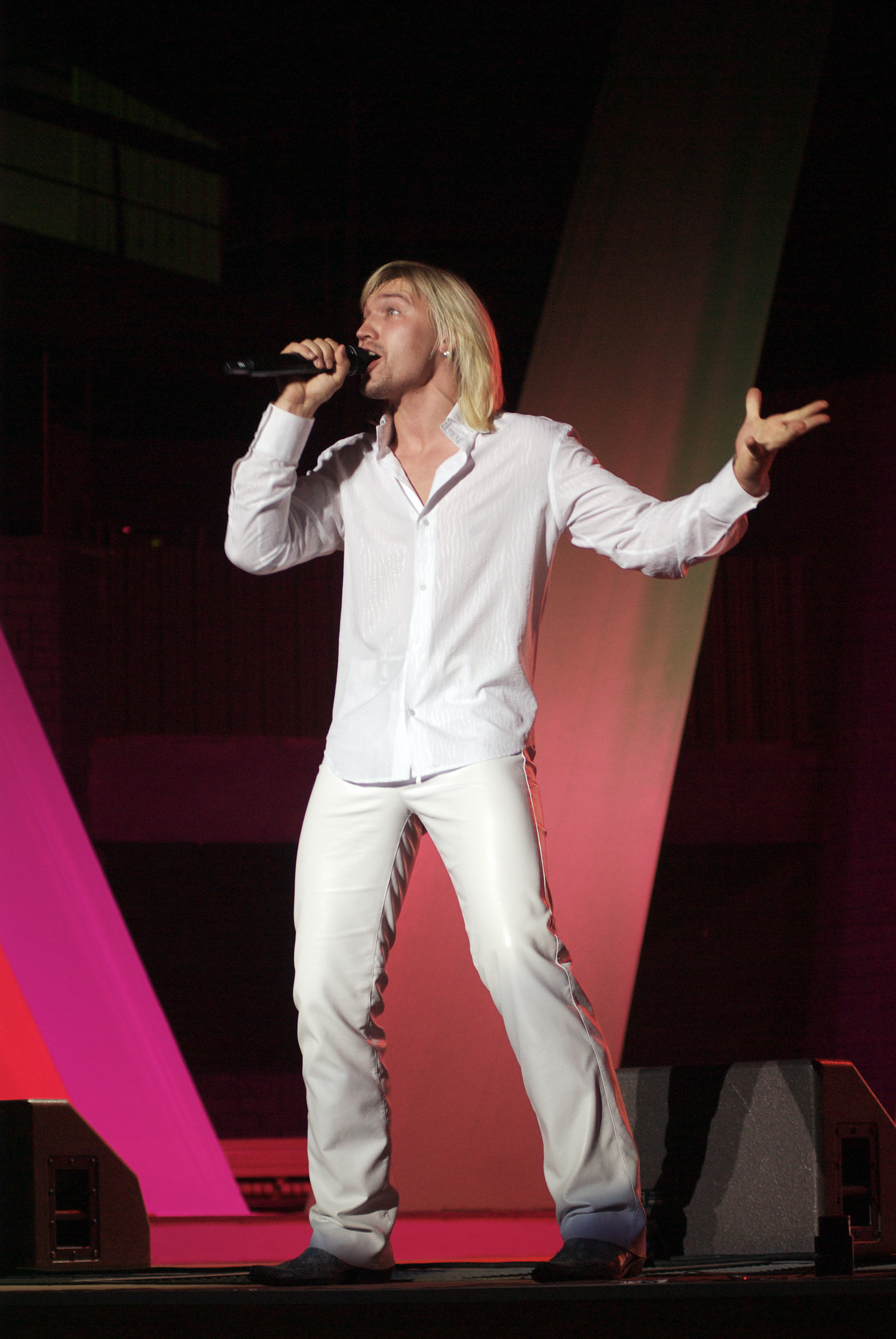
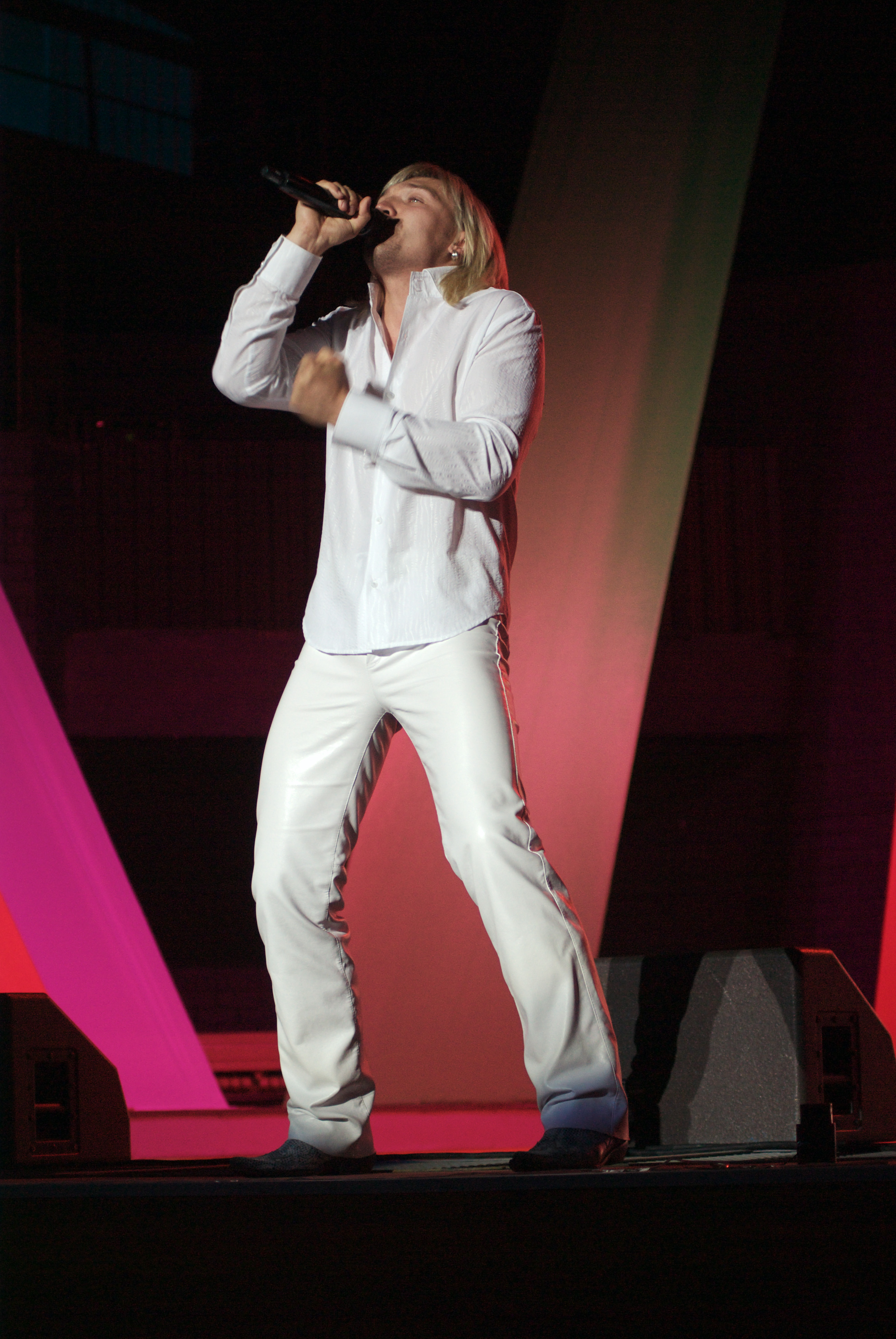